# 匈牙利社会主义工人党 (1993年)
匈牙利社会主义工人党（匈牙利語：Magyar Szocialista Munkáspárt，缩写为MSZMP）是匈牙利的一个小型共产主义政党。该党成立于1993年，分裂自工人党。建党时，该党的领导人是László Fazekas、Elemér Csaba和Tamás Hirschler。该党的意识形态是共产主义、马克思列宁主义。